# Per Martinsen
Per Martinsen (Fredrikstad, 28 aprile 1936 – Fredrikstad, 12 gennaio 2021) è stato un calciatore norvegese, di ruolo difensore.

## Carriera

### Club
Martinsen giocò nel Lisleby dal 1960 al 1962, prima di passare al Fredrikstad. Nel 1965, si trasferì per poi tornare al Lisleby. Nel 1970, giocò ancora al Fredrikstad.

### Nazionale
Conta 2 presenze per la Norvegia. Esordì il 3 luglio 1962, nella vittoria per 5-0 su Malta.